# Olympische Sommerspiele 1996/Teilnehmer (Jamaika)
| Gelbes Symbol für Goldmedaillen mit stilisierten Olympischen Ringen | Graues Symbol für Silbermedaillen mit stilisierten Olympischen Ringen | Braundes Symbol für Bronzemedaillen mit stilisierten Olympischen Ringen |
| ------------------------------------------------------------------- | --------------------------------------------------------------------- | ----------------------------------------------------------------------- |
| 1                                                                   | 3                                                                     | 2                                                                       |

Jamaika nahm an den Olympischen Sommerspielen 1996 in Atlanta, USA, mit einer Delegation von 46 Sportlern (27 Männer und 19 Frauen) teil.

## Medaillengewinner
Mit einer gewonnenen Gold-, drei Silber- und zwei Bronzemedaillen belegte das Team Jamaikas Platz 39 im Medaillenspiegel.

### Gold
| Name          | Sportart       | Wettkampf         |
| ------------- | -------------- | ----------------- |
| Deon Hemmings | Leichtathletik | Frauen, 400 Meter |

### Silber
| Name           | Sportart       | Wettkampf         |
| -------------- | -------------- | ----------------- |
| James Beckford | Leichtathletik | Weitsprung        |
| Merlene Ottey  | Leichtathletik | Frauen, 100 Meter |
| Merlene Ottey  | Leichtathletik | Frauen, 200 Meter |

### Bronze
| Name(n)                                                           | Sportart       | Wettkampf                     |
| ----------------------------------------------------------------- | -------------- | ----------------------------- |
| Michael McDonald, Roxbert Martin, Gregory Haughton, Davian Clarke | Leichtathletik | 4 × 400 Meter                 |
| Michelle Freeman, Juliet Cuthbert, Nikole Mitchell, Merlene Ottey | Leichtathletik | Frauen, 4 × 100 Meter Staffel |

## Teilnehmer nach Sportarten

### Boxen
- Tyson Gray
Federgewicht: 17. Platz

- Sean Black
Halbmittelgewicht: 17. Platz

- Rowan Donaldson
Mittelgewicht: 17. Platz

### Leichtathletik
- Michael Green
100 Meter: 7. Platz
4 × 100 Meter: Halbfinale

- Raymond Stewart
100 Meter: Viertelfinale
4 × 100 Meter: Halbfinale

- Leon Gordon
100 Meter: Vorläufe
4 × 100 Meter: Halbfinale

- Percy Spencer
200 Meter: Viertelfinale
4 × 100 Meter: Halbfinale

- Elston Cawley
200 Meter: Viertelfinale

- Roxbert Martin
400 Meter: 6. Platz
4 × 400 Meter: Bronze

- Davian Clarke
400 Meter: 7. Platz
4 × 400 Meter: Bronze

- Michael McDonald
400 Meter: Halbfinale
4 × 400 Meter: Bronze

- Alex Morgan
800 Meter: Vorläufe

- Clive Terrelonge
800 Meter: Vorläufe

- Nils Antonio
Marathon: 104. Platz

- Robert Foster
110 Meter Hürden: Halbfinale

- Neil Gardner
400 Meter Hürden: Halbfinale

- Dinsdale Morgan
400 Meter Hürden: Vorläufe

- Winthrop Graham
400 Meter Hürden: Vorläufe

- Gregory Haughton
4 × 400 Meter: Bronze

- Dennis Blake
4 × 400 Meter: Bronze

- Garth Robinson
4 × 400 Meter: Bronze

- James Beckford
Weitsprung: Silber

- Merlene Ottey
Frauen, 100 Meter: Silber 
Frauen, 200 Meter: Silber 
Frauen, 4 × 100 Meter: Bronze

- Juliet Cuthbert
Frauen, 100 Meter: Halbfinale
Frauen, 200 Meter: 7. Platz
Frauen, 4 × 100 Meter: Bronze

- Beverly McDonald
Frauen, 100 Meter: Vorläufe
Frauen, 200 Meter: Vorläufe

- Sandie Richards
Frauen, 400 Meter: 7. Platz
Frauen, 4 × 400 Meter: 4. Platz

- Merlene Frazer
Frauen, 400 Meter: Halbfinale
Frauen, 4 × 400 Meter: 4. Platz

- Juliet Campbell
Frauen, 400 Meter: Halbfinale
Frauen, 4 × 400 Meter: 4. Platz

- Inez Turner
Frauen, 800 Meter: Vorläufe
Frauen, 4 × 400 Meter: 4. Platz

- Dionne Rose
Frauen, 100 Meter Hürden: 5. Platz

- Michelle Freeman
Frauen, 100 Meter Hürden: 6. Platz
Frauen, 4 × 100 Meter: Bronze

- Gillian Russell
Frauen, 100 Meter Hürden: Viertelfinale
Frauen, 4 × 100 Meter: Bronze

- Deon Hemmings
Frauen, 400 Meter Hürden: Gold 
Frauen, 4 × 400 Meter: 4. Platz

- Debbie-Ann Parris
Frauen, 400 Meter Hürden: 4. Platz

- Catherine Scott-Pomales
Frauen, 400 Meter Hürden: Vorläufe

- Nikole Mitchell
Frauen, 4 × 100 Meter: Bronze

- Andria Lloyd
Frauen, 4 × 100 Meter: Bronze

- Tracey Ann Barnes
Frauen, 4 × 400 Meter: 4. Platz

- Diane Guthrie-Gresham
Frauen, Weitsprung: 25. Platz in der Qualifikation

- Lacena Golding-Clarke
Frauen, Weitsprung: In der Qualifikation ausgeschieden
Frauen, Siebenkampf: 16. Platz

- Suzette Lee
Frauen, Dreisprung: 19. Platz in der Qualifikation

### Schwimmen
- Sion Brinn
50 Meter Freistil: 29. Platz
100 Meter Freistil: 12. Platz

### Segeln
- Andrew Gooding
470er: 33. Platz

- Joseph Stockhausen
470er: 33. Platz

### Tischtennis
- Michael Hyatt
Einzel: 49. Platz
Doppel: 25. Platz

- Stephen Hylton
Einzel: 49. Platz
Doppel: 25. Platz